# Onda espiral
As ondas espirais são ondas itinerantes que rodam para fora de um centro em uma espiral, ou seja, são ondas que se propagam para fora em um redemoinho. Elas são uma característica de muitas meios excitáveis. As ondas espirais foram observadas em vários sistemas biológicos. Em 2017, cientistas criaram um novo tipo de onda espiral; que eles chamaram de "onda espiral chimera”..